# Кардістрі

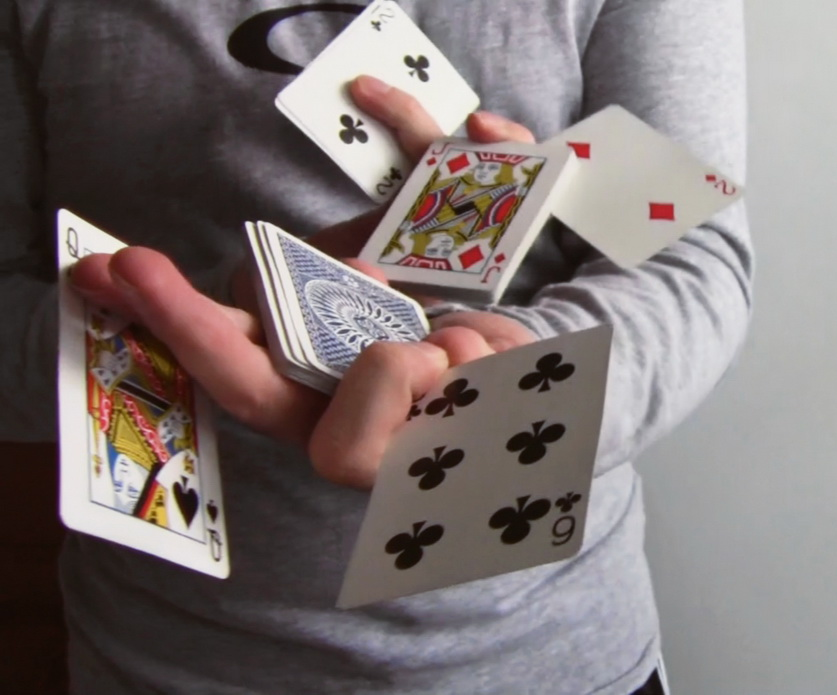
Просунутий дворучний флориш

Кардістрі (англ. Cardistry) — форма виконавчого мистецтва з гральними картами. На противагу фокусам з картами, акцент кардістрі зміщений на технічний бік демонстрації спритності рук, що здобувається оригінальністю, складністю, швидкістю або плавністю виконання "флоришів" (англ. flourish) - маніпуляцій з картами. Практикування та виконання флоришів покращує дрібну моторику рук та впливає на спритність людини, зокрема, у поводженні з колодою карт. Власне термін "кардістрі" походить від словоскладання англійською cards + artistry, тобто карти + майстерність = майстерність з картами. Людей, які практикують кардістрі, називають кардистами.

## Історія
Фокуси з картами набули популярності у 19 столітті. У ті часи, прості рухи з картами або флориші, такі як підзняття Шарл'є, тасування Ріфл та віяло великим пальцем, виконувалися фокусниками, як показник своїх вмінь.
З картами виконуються зрізи, підзняття, підкидання, віяла, геометричні фігури та послідовності рухів, або комбінації. Окрім цього, виконуються різнопланові стрічки на руках, тасування та пружинки. Все це з метою створити рух та візуальні фігури, що захоплюють зір. Результати обмежені тільки типом карт, уявою та фізичними вміннями виконавця. Подача, найчастіше, не має на меті здивувати глядача у притаманному ілюзії чи фокусам стилі, а, скоріше, схожа за смисловим наповненням на жонглювання, пантоміму та подібні види розважальних перфомансів. Американський ілюзіоніст та консультант Девіда Коперфілда Кріс Кенер у 1992 році видав книгу “Totally Out of Control“, в якій пояснюються фокуси з повсякденними предметами. На 125 сторінці була опублікована дворучна маніпуляція з картами під назвою "The Five Faces of Sybil” (також "Sybil Cut" або просто "Sybil"). Задіюючи всі пальці обох рук, кінцева фаза демонструє п’ять окремих груп карт. В книзі Кенер зазначив, що "Сибіл" - “це швидке комбінаційне розкладання карт, яке демонструє спритність та вправність рук”. Ця комбінація стала найпопулярнішим винаходом всієї книги, і, в результаті, дала поштовх руху кардістрі. Кевін Панг з журналу Vanity Fair зазначив, що кожен кардист настільки ж вправно виконує Сибіл, наскільки гітаристи пробігаються по блюзовій гармонії.
Брайан Тюдор, фокусник з Лос-Анджелеса, випустив навчальну відео-касету у 1997 році під назвою Show Off, в якій були тільки карткові комбінації, включаючи декілька варіацій на Сибіл. Касета отримала позитивну оцінку критиків і, в результаті, привернула увагу загалу до карткових флоришів, як до нової форми виконавчого мистецтва. У 2001 році поціновувачі Сибіл, брати-близнюки Ден та Дейв Баки видали Pasteboard Animations, ще одну відео-касету з поясненнями власних оригінальних та складних підзнять і флоришів. Було продано сотні екземплярів, а касета отримала схвальні відгуки критиків у журналі Genii у тому ж році. 2004-го близнюки видали DVD-сет The Dan and Dave System, який остаточно відокремив карткові флориші від фокусів в окремий напрям. Три роки потому, у 2007-му, Ден та Дейв видали The Trilogy, набір з трьох (а згодом і чотирьох) DVD-дисків. Продаючись по ціні $85 за набір, The Trilogy - є найуспішнішим відео-релізом про кардістрі за всі часи, розійшовшись накладом у понад 25,000 копій. Нині чимало кардистів називають навчальні матеріали The System або The Trilogy як джерело свого натхнення.

## Типи маніпуляцій у кардістрі
Одноручні підзняття: дані рухи виконуються однією рукою. Підзняття Шарл'є (англ. Charlier Cut) - найвідоміший одноручний флориш;; інші відомі маніпуляції включають L-Cuts Джері Честковскі, Revolution Cut, флориш Trigger Ніколая Педерсона та варіації на нього.
Дворучні підзняття: дані маніпуляції виконуються двома руками, які тримають групи карт; часто, в межах дворучного руху використовуються одноручні підзняття. Більшість флоришів в кардістрі є саме дворучними, починаючи з простих рухів як "Сибіл", закінчуючи складними підзняттями, на вивчення яких можуть піти місяці. Ден і Дейв поширили даний вид маніпуляцій за допомогою флоришів як "Пандора". Інші кардисти, наприклад Дерен Яо, Олівер Согард, Тобайас Левін, Брайан Тюдор та Ноел Хіт, надзвичайно вплинули та змінили дворучні флориші.
Віяла та стрічки: дані рухи полягають у розкладанні карт у різні форми, частіше за все, у формі кола. Віяло вказівним або великим пальцем є основою даної категорії; інші флориші з даної категорії включають віяло Riffle Дімітрія Арлері, стрічку LePaul та віяло тиском (англ. Pressure Fan). 
Маніпуляції в повітрі: дані рухи включають підкидання окремих карт або груп карт, які, найчастіше, ловить інша рука. Одні з найвідоміших флоришів з даної категорії - пружинка та "Анаконда" Бона Хо. Велика кількість підкидань карт в повітрі використовуються як складові чи комбо інших послідовностей флоришів. 
Ізоляції/Вертіння: дані маніпуляції виконуються однією картою. До даної категорії належать ізоляції на долоні, серед популярних виконавців цих флоришів виділяють Зака Мюллера, Ноеля Хіта та Джаспаса.

## Гральні карти для кардістрі
Здебільшого для кардістрі використовують стандартні гральні карти покерного розміру (колода з 52 карт + опціонально джокери) заводів United States Playing Card Company (USPCC) або Cartamundi. Зокрема, піонери кардістрі Ден і Дейв Бак випустили власну колоду гральних карт Smoke & Mirrors на американській фабриці USPCC у 2008 році. Протягом 12 років та завдяки успіху власного бренду, Дену і Дейву вдалося продати понад 160 тисяч колод різних версій. Це стало поштовхом для нових ентузіастів до створення власних колод карт, спрямованих на вузьку аудиторію кардистів.  
Зазвичай кардисти обирають колоду, яка б покращувала візуальні якості флоришів у русі завдяки своєму дизайнові, або ж купують дизайнерські карти, підтримуючи незалежні кардістрі-бренди по всьому світові. 
Серед сучасних кадістрі-брендів, котрі виробляють власні колоди карт на United States Playing Card Company: Anyone, Fontaine Cards, Dealers Grip, Virtuoso, December Boys, The New Deck Order та ін. 

## Кардістрі-Кон (Cardistry-Con)
Cardistry-Con (з англ. Кардістрі-Кон або кардістрі конференція) - це інтерактивна конференція, зосереджена навколо мистецтва кардістрі, де ентузіасти зі всього світу діляться досвідом та демонструють спритність рук і візуальний потенціал маніпуляцій зі звичайною колодою карт. Подія поширює кардістрі у заохочувальному середовищі, розрахована на поціновувачів даного виконавчого мистецтва незалежно від їхнього технічного рівня.  
Одним з основних моментів такої щорічної події є церемонія нагород, яка включає нагороди за дизайн колоди, а також за технічні досягнення.
Перший Кардістрі-Кон пройшов у тестовому режимі у 2014 році, як частина конференції Magic-Con, влаштованої Деном та Дейвом. У 2015 році, конференція для фокусників припинила своє існування, і, натомість, був проведений перший офіційний Кардістрі-Кон. З того часу, конференція мала місце у Брукліні (2015), Берліні (2016), Лос-Анджелесі (2017), Гонконзі (2018) та Портленді (2019). Наступний Кардістрі-Кон був запланований на середину 2020 року у Брюселі, але його відклали через пандемію коронавірусу.